# حسین‌آباد شاملو
حسین‌آباد شاملو (به لری: حسین آوادِ شاملو) روستایی از توابع بخش جوکار شهرستان ملایر در استان همدان ایران است.

## جمعیت

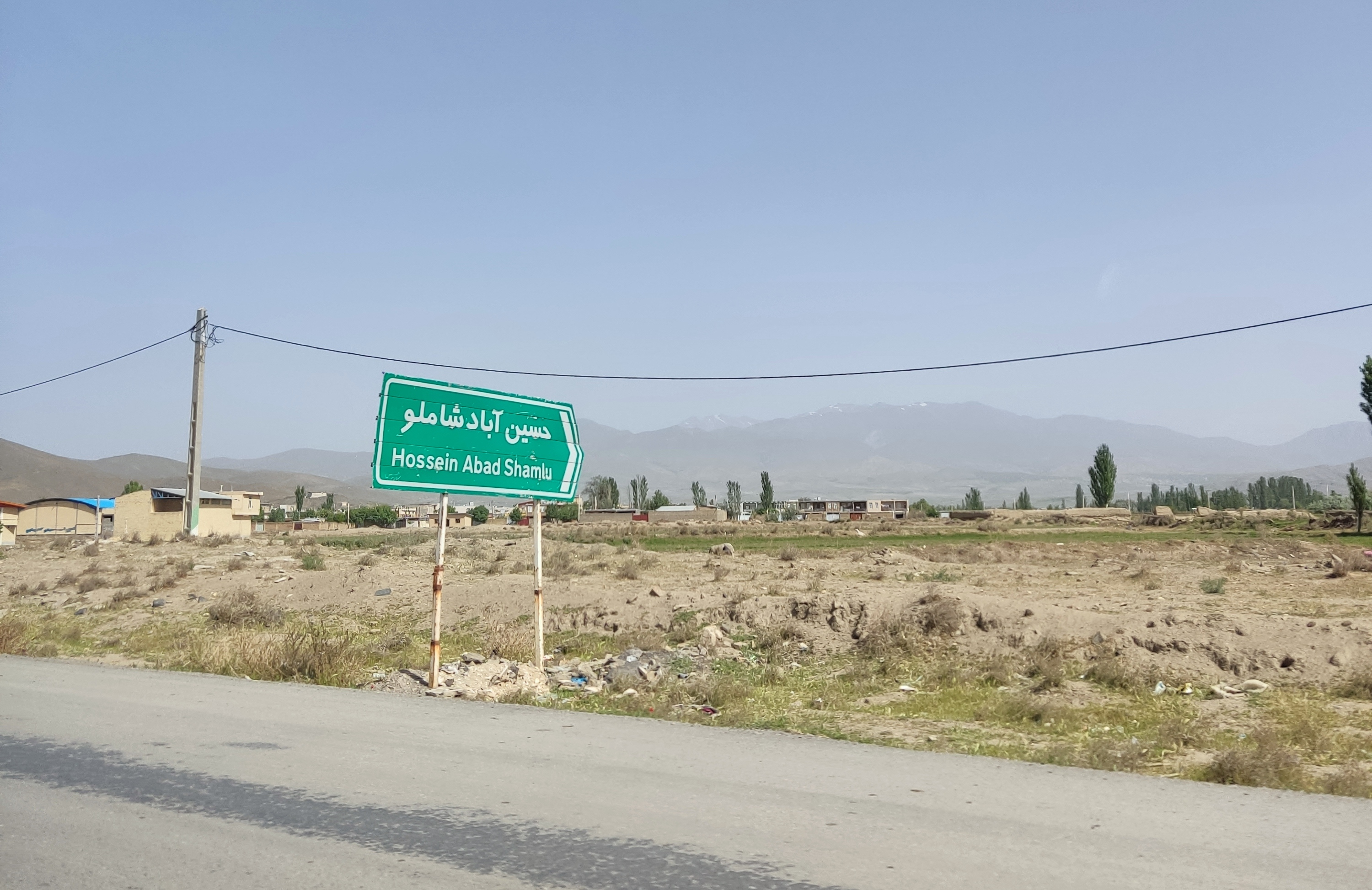
تابلوی روستا

این روستا در دهستان المهدی قرار دارد و براساس سرشماری مرکز آمار ایران در سال ۱۳۹۵، جمعیت آن ۱۷۹۹ نفر (۵۹۲ خانوار) بوده است.
مردم روستای حسین‌آباد شاملو به زبان لری ملایری سخن می‌گویند.